# إينزو فرنانديز
إنزو فرنانديز (مواليد 17 يناير 2001) هو لاعب كرة قدم أرجنتيني محترف يلعب كلاعب وسط لنادي تشيلسي في الدوري الإنجليزي الممتاز والمنتخب الأرجنتيني. 
ظهر فرنانديز لأول مرة مع الفريق في عام 2019، قبل أن يقضي موسمين على سبيل الإعارة مع فريق ديفينسا إي جوستيسيا، حيث قضى فترة ناجحة توج بفوزه بكأس سود أمريكانا وريكوبا سود أمريكانا، عاد فرنانديز إلى ريفر بليت في عام 2021، ليصبح لاعبًا أساسيًا ويفوز بلقب الدوري الأرجنتيني 2021. انضم إلى نادي بنفيكا البرتغالي في صيف عام 2022 وبعد أن لعب لمدة ستة أشهر فقط مع بنفيكا، اشتراه نادي تشيلسي في الدوري الإنجليزي الممتاز في يناير 2023 مقابل مبلغ قياسي.

## وصلات خارجية
- اينزو فرنانديز على موقع الاتحاد الأوربي (الإنجليزية)
- اينزو فرنانديز على موقع إي إس بي إن إف سي (الإنجليزية)
- اينزو فرنانديز على موقع قاعدة بيانات كرة القدم.إي يو (الإنجليزية)
- اينزو فرنانديز على موقع ليكيب (الفرنسية)
- اينزو فرنانديز على موقع ناشيونال فوتبول تيمز (الإنجليزية)
- اينزو فرنانديز على موقع Soccerbase.com (لاعب) (الإنجليزية)
- اينزو فرنانديز على موقع Soccerway.com (الإنجليزية)
- اينزو فرنانديز على موقع عالم كرة القدم.نت (الإنجليزية)